# Landverbrauch

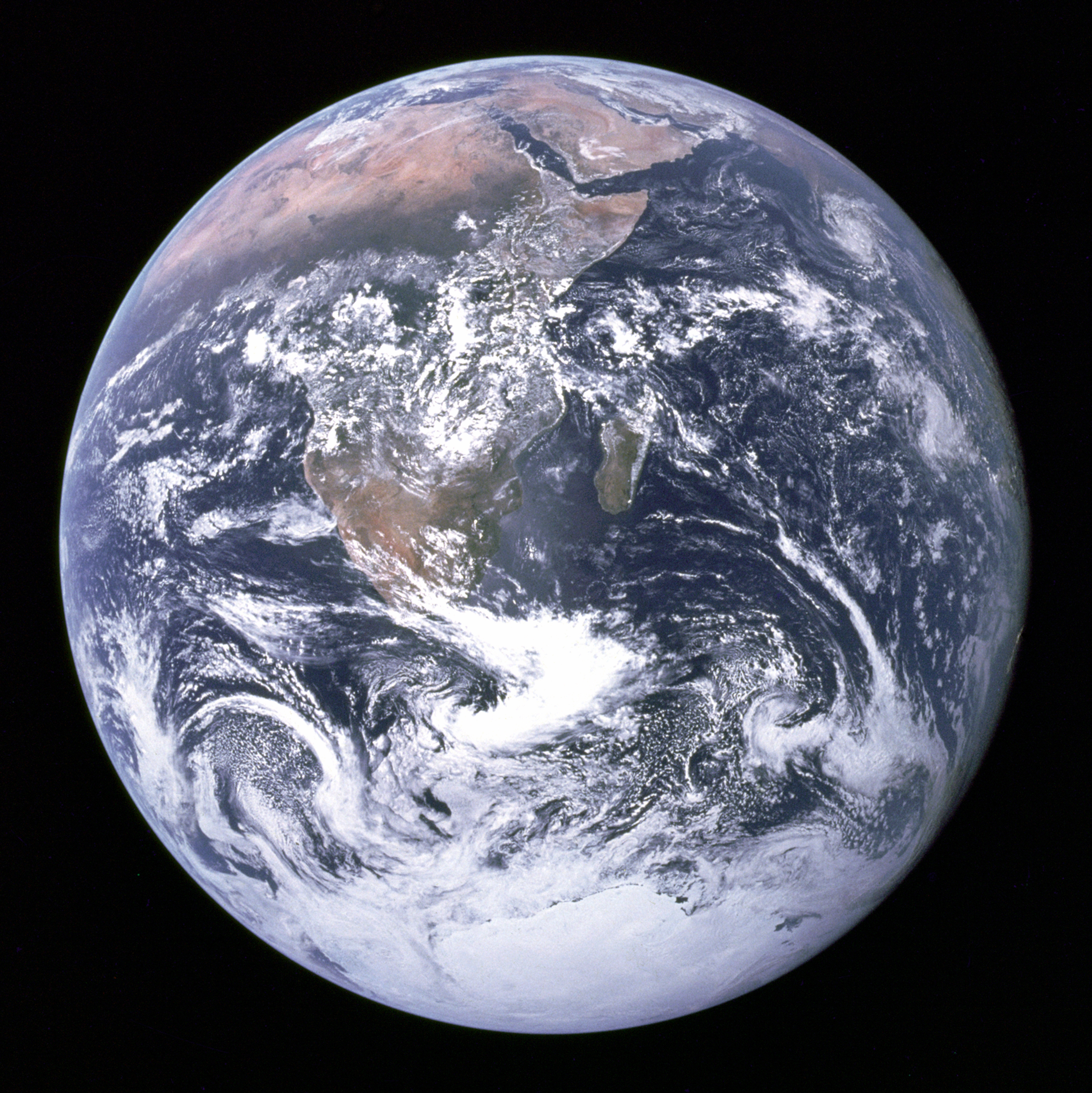
Blue Marble, aufgenommen von Apollo 17 am 7. Dezember 1972

Der Begriff Landverbrauch beschreibt die globalen Auswirkungen menschlichen Handelns auf das Erdsystem bei der Landnutzung. Industrieländer verbrauchen durch ihren Konsum mehr Land, als ihnen zusteht. In Diskussionen um Themen wie Tierhaltung, Fleischkonsum, Ökobilanz, CO2-Bilanz oder Entwaldung wird der Begriff häufig verwendet. Landverbrauch ist mit dem Konzept des ökologischen Fußabdrucks (Global Footprint) verbunden, wonach dem Lebensstil eines Menschen ein biologisch produktiver Anteil der Erdoberfläche zuzurechnen ist. Der Fußabdruck der Europäischen Union liegt bei 6,4 Millionen km², das ist eineinhalbmal so viel wie die Fläche des europäischen Kontinents.
Landverbrauch entsteht durch die Aufnahme von Landnutzung in Naturlandschaften oder durch die Intensivierung von Landnutzung. Beides ist in der Regel mit einem Verlust an Biodiversität verbunden.
Die Abgrenzung zum Begriff Flächenverbrauch ist oft schwierig (siehe unten), dieser beschreibt mehr das Problem der Versiegelung durch Bautätigkeit in Industrieländern und kann somit als ein Teilbereich des Landverbrauchs verstanden werden.

## Begriff
Gedanklich steht hinter dem Begriff Landverbrauch das Bewusstsein, dass die Erdoberfläche begrenzt ist. Die gesamte Landfläche der Erde beträgt 13,4 Milliarden Hektar(ha). Der größte Teil davon ist wegen der extremen Rahmenbedingungen nicht für Landwirtschaft oder Forstwirtschaft geeignet. Lediglich 5 Milliarden ha können landwirtschaftlich genutzt werden. Land, insbesondere Wälder und landwirtschaftliche Nutzflächen sind also eine begrenzte Ressource. Da eine Aufnahme von Landnutzung oder deren Intensivierung Landverbrauch darstellt, korreliert dieser mit der Hemerobie, der Intensität des menschlichen Einflusses auf natürliche Systeme.

## Daten

### Flächenanteile

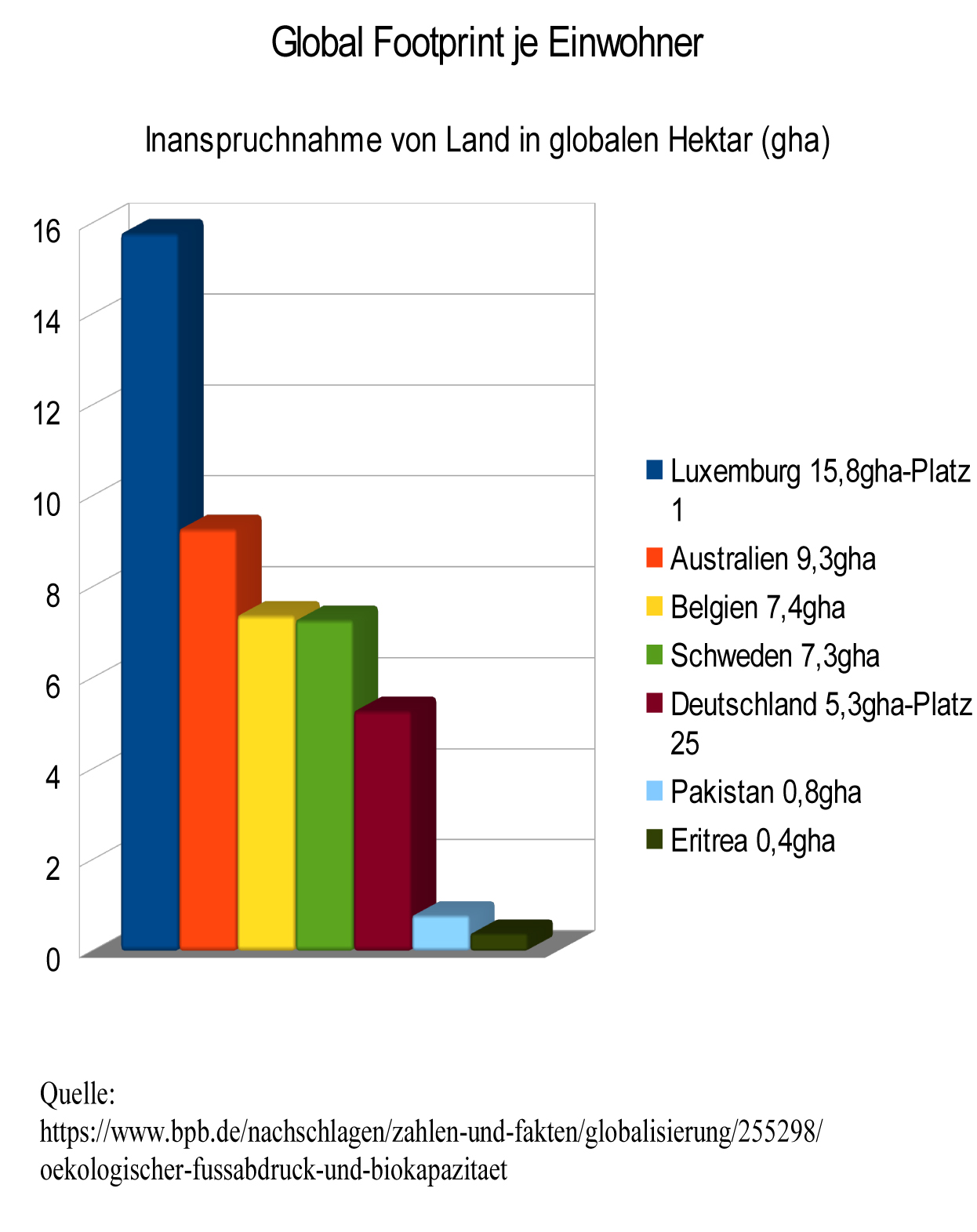
Globaler Fußabdruck je Einwohner

Mit 5 Milliarden ha stellt die Landwirtschaft flächenmäßig die umfangreichste Art der Landnutzung dar. Wald steht auf 3,9 Milliarden ha, davon sind 36 % Primärwald. Auf 3,55 Milliarden ha, also 70 % der landwirtschaftlichen Fläche wird Weidewirtschaft betrieben, 1,45 Milliarden ha stehen dem Ackerbau zur Verfügung. Zwischen 1985 und 2005 haben die weltweiten Ackerflächen um 3 % zugenommen. Der Zuwachs erfolgte hauptsächlich in den Tropen zu Lasten des Regenwaldes. In den gemäßigten Zonen gingen die Ackerflächen im gleichen Zeitraum zurück. Weltweit stehen jedem Menschen rein rechnerisch 0,72 ha Landwirtschaftsfläche zur Verfügung. Wegen des  kontinuierlichen Anstiegs der Weltbevölkerung wird die landwirtschaftliche Fläche pro Kopf immer kleiner. Global ist die Inanspruchnahme von Land je nach Lebensstandard sehr unterschiedlich.

### Verwendung von Biomasse

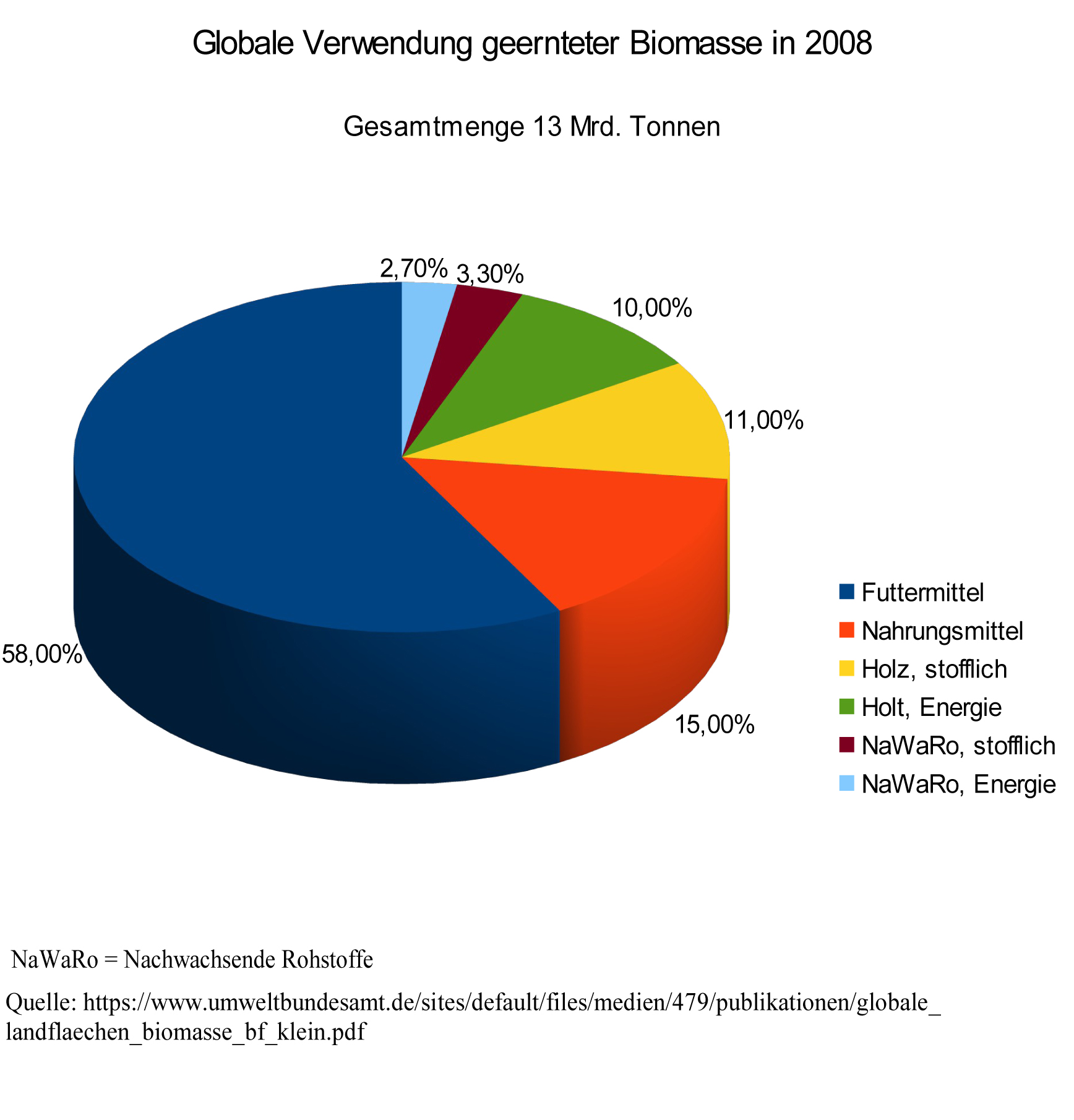
Globale Verwendung von Biomasse 2008

In 2008 wurden im Rahmen der Landnutzung durch Land- und Forstwirtschaft weltweit 13 Milliarden Tonnen Biomasse erzeugt.
Die Grafik zeigt, dass global der weit überwiegende Anteil (58 %) der Anbauflächen für die Produktion von Futtermitteln genutzt wird. Nur 15 % entfallen auf die Produktion von Nahrungsmitteln. Der Nutzungsdruck auf die globalen Anbauflächen steigt durch die zunehmend ressourcenintensive Lebensweise der Menschen, den Klimawandel und das Bevölkerungswachstum.

## Formen des Landverbrauchs
Das Grundprinzip besteht darin, dass sich die Form der Landnutzung weg von biologisch aktiven Flächen hin zu anderen Nutzungsformen ändert. Oft ist die Änderung der Landnutzung mit einem Wechsel der Besitzverhältnisse verbunden. Die Aneignung von Land durch wirtschaftlich und politisch starke, meist internationale Akteure wird als Land Grabbing bezeichnet.

### Flächenverbrauch durch Bautätigkeit
Der Begriff Flächenverbrauch steht meist für die Umwandlung von Naturlandschaft oder landwirtschaftlicher Nutzfläche in Siedlungsfläche oder Verkehrsfläche. Laut statistischem Bundesamt werden täglich 52 ha Fläche in Deutschland bebaut.

### Konsum nicht nachhaltiger Produkte und Dienstleistungen
|                 | Gesamtverbrauch pro Kopf in kg | Footprint in m²/kg | Footprint gesamt in m² |
| --------------- | ------------------------------ | ------------------ | ---------------------- |
| Brot            | 35,7                           | 6,0                | 214                    |
| Kartoffeln, roh | 22,3                           | 4,3                | 96                     |
| Gemüse, roh     | 18,1                           | 4,3                | 78                     |
| Rindfleisch     | 6,6                            | 209,1              | 1380                   |
| Lamm            | 3,4                            | 100,6              | 342                    |
| Schweinefleisch | 8,2                            | 25,4               | 208                    |
| Geflügel        | 9,9                            | 20,8               | 206                    |
| Eier            | 7,6                            | 15,5               | 118                    |
| Käse            | 6,0                            | 148,8              | 893                    |
| Vollmilch       | 37,3                           | 18,0               | 671                    |
| Bier            | 46,7                           | 6,1                | 285                    |
| Wein            | 17,5                           | 29,0               | 508                    |
| Softdrinks      | 30,3                           | 2,2                | 66                     |
| Schokolade      | 5,7                            | 61,1               | 348                    |

Die Menschen in Ländern mit hoher Wirtschaftsleitung haben einen Lebensstil, zu dessen Realisierung Flächen notwendig sind, die das eigene Land oft nicht zur Verfügung stellt.
Beispielsweise gibt es weltweit 57 Millionen Menschen, die Golf spielen. Für sie werden 35.000 Golfplätze bereitgehalten. Diese summieren sich auf eine Fläche von 1,4 Millionen ha, ergibt eine Fläche von 245 m² pro Spieler. Diese Fläche steht weder als Lebensraum für Tiere, noch zur Erzeugung von Energie oder Nahrungsmitteln zur Verfügung. Darüber hinaus muss diese Fläche mit ca. 270 Litern Wasser im Jahr, sowie Düngern und Pestiziden versorgt werden. Die An- und Abreise zum Golfplatz ist energieintensiv.
Japan hat eine Landfläche von 372.801 km². Die Fläche, die notwendig ist, um das Futter der Hunde und Katzen in Japan anzubauen beträgt 35.545 km². Dies wären 9,5 % der gesamten Landfläche und 72 % der landwirtschaftlichen Fläche Japans.

### Energiegewinnung

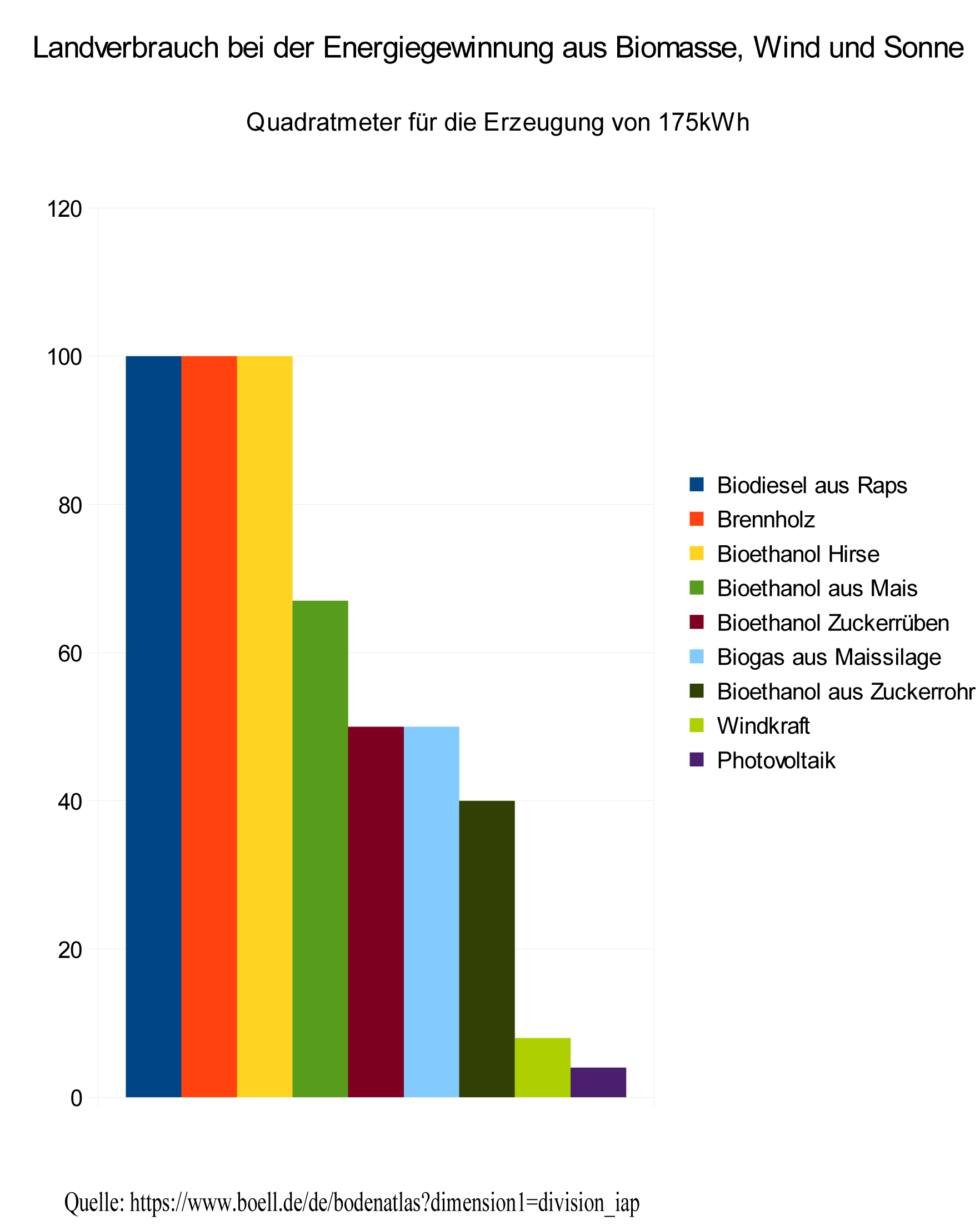
Landverbrauch erneuerbare Energien

Erneuerbare Energie hat einen Flächenbedarf der berücksichtigt werden muss. Würde man Europa komplett mit Wind- und Solarkraftwerken zu minimalen Kosten versorgen, läge der Landverbrauch bei 97.000 km². Dies entspräche der Größe Portugals und ca. 2 % der gesamte Fläche des Kontinents. Bei Offshore-Windkraft sind die Kosten im Vergleich zu Anlagen auf dem Land ca. 5 % höher, der Landverbrauch jedoch um 50 % geringer. Ähnlich verhält es sich mit Photovoltaikanlagen auf Freiflächen im Gegensatz zu PV-Anlagen auf Dächern von Gebäuden. Umgerechnet auf den Energieertrag ist der Landverbrauch bei Energie aus Biomasse deutlich höher als bei Wind und Sonne.
Der Anbau von Energiepflanzen zur Erzeugung von Biokraftstoffen verdrängt die Nahrungsmittelproduktion und belastet die Natur.

### Rohstoffgewinnung
Ca. 1 % der globalen Landfläche wird durch Tagebaue und Minen belegt. Die kanadischen Teersand-Abbaugebiete haben schon 15 Millionen ha Vegetation vernichtet. Die größte Kohlemine der Welt, Cerrejón in Kolumbien, umfasst ein Gebiet von 690 Quadratkilometern. Nach Angaben des Umweltbundesamtes hat der Braunkohletagebau in Deutschland 2019 2.816 ha neu verbraucht. Die tägliche Inanspruchnahme im Tagebau über alle Rohstoffe verteilt sich auf 3,8 ha für den Abbau von Baumaterialien, 1,6ha Braunkohle, 1,7ha Torf und 0,6ha für Industriemineralien.

### Wüstenbildung
Wüsten entstanden in der Geschichte aus natürlichen Ursachen. Durch menschliches Handeln entstehen jedoch zusätzliche Wüstengebiete, die für die Landnutzung verloren gehen. Ursachen können sein: Überweidung, Bodenverdichtung, Versalzung, Bodenerosion, sowie der Klimawandel.

## Ursachen
Der Wunsch nach einem besseren Leben und nach mehr Wohlstand führt zu einer laufenden Steigerung des Angebots von Produkten und Dienstleistungen und damit zum Verbrauch von Ressourcen. Es gibt zahlreiche Denkansätze, die sich mit der Frage beschäftigen, wie eine Wirtschaftsweise funktionieren kann, die ohne weiteren Verbrauch von Ressourcen auskommt und wie man den laufenden Anstieg des Global Footprint stoppen könnte.
Stichworte sind:
- Kreislaufwirtschaft
- Nachhaltigkeit
- Ökologische Modernisierung
- Ökoeffektivität
- Cradle-to-Cradle-Prinzip

Protagonisten dieser Denkrichtungen sind – neben vielen anderen – Personen wie:
- William McDonough
- Michael Braungart
- Hans Christoph Binswanger
- Ernst Ulrich von Weizsäcker

Selbst wenn es gelänge, den Global Footprint auf den aktuellen Stand einzufrieren, würde die dynamische Zunahme der Weltbevölkerung zu weiterem Landverbrauch führen.